# باشگاه فوتبال سلتیک نیشن
باشگاه فوتبال سلتیک نیشن (به انگلیسی: Celtic Nation Football Club) یک باشگاه فوتبال در شهر کارلایل، کامبریا، کشور انگلستان بود که در سال ۲۰۰۴ میلادی تأسیس شد.این باشگاه در سال ۲۰۱۵ منحل شد.